# Tanimbaredelpapegaai
De tanimbaredelpapegaai (Eclectus riedeli) is een door habitatverlies bedreigde vogelsoort die alleen voorkomt op Tanimbar-eilanden (Kleine Soenda-eilanden, Indonesië). De soort werd in 1882 geldig beschreven door Adolf Bernhard Meyer. De naam is een eerbetoon aan een Nederlandse resident van Timor J.G.F. Riedel die de vogel opzond naar Meyers Königliches Zoologisches und Anthropologisch-Ethnographisches Museum in Dresden.

## Kenmerken
De vogel is 35 cm lang, korter dan andere soorten edelpapegaaien. Het mannetje is bijna geheel groen met oranjegele bovensnavel en zwarte ondersnavel. De ondervleugeldekveren zijn rood en de vleugelboeg is blauw. Het vrouwtje is bijna helemaal rood gekleurd, donkerder van boven dan van onder. Kenmerkend bij haar zijn de gele onderstaartdekveren en een eveneens brede vaalgele eindband op de staart. De snavel is geheel zwart en zij heeft ook een blauwe vleugelboeg.

## Verspreiding en leefgebied
Deze soort is endemisch op het eiland Yamdena. De leefgebieden van deze vogel liggen in primair en secundair tropisch laaglandwoud tussen 0 en 1900 meter boven zeeniveau.

## Status
De tanimbaredelpapegaai heeft een beperkt verspreidingsgebied en daardoor is de kans op uitsterven aanwezig. De grootte van de populatie werd in 2019 door BirdLife International geschat op 6.600 tot 10.000 volwassen individuen. De populatie-aantallen nemen af door vangst voor de kooivogelhandel en habitatverlies. Om deze redenen staat deze soort als kwetsbaar op de Rode Lijst van de IUCN.